# Eric Green
Pour les articles homonymes, voir Green.
Eric Green est un joueur de hockey sur gazon britannique (28 août 1878 – 23 décembre 1972), membre de l’équipe olympique qui remporta la médaille d’or aux Jeux olympiques de Londres en 1908.